# ピープル・ゲット・レディ (インプレッションズのアルバム)
『ピープル・ゲット・レディ』（People Get Ready）は、アメリカ合衆国のボーカル・グループ、インプレッションズが1965年に発表したスタジオ・アルバム。

## 背景
収録曲のうち「キャント・ワーク・ノー・ロンガー」は1962年3月の録音で、この曲はビリー・バトラーによるカヴァーが1965年にシングル・ヒットしており、バトラーのヴァージョンはBillboard Hot 100で60位、『ビルボード』のR&Bシングル・チャートで9位に達した。また、「エモーションズ」も同時期に録音されたという説がある。
「ユー・マスト・ビリーヴ・ミー」は、本作に先駆けて1964年にシングル・ヒットした曲で、Billboard Hot 100では最高15位を記録した。1964年10月には、タイトル曲を含む本作収録曲の過半数が録音された。

## 反響・評価
母国アメリカではBillboard 200で23位に達し、『キープ・オン・プッシング』（1964年）に続くグループにとって2作目の全米トップ40アルバムとなった。また、『ビルボード』のR&Bアルバム・チャートでは、グループ初の1位獲得を果たした。
本作からのシングル「ピープル・ゲット・レディ」はBillboard Hot 100で14位、R&Bシングル・チャートで3位のヒットとなり、続く「ウーマンズ・ガット・ソウル」はHot 100で29位、R&Bチャートで9位を記録した。
ジョン・ブッシュはオールミュージックにおいて5点満点中4点を付け、タイトル曲を「1960年代の最も美しい曲の一つ」と称賛する一方、「このLPに収録された残りの曲は、『キープ・オン・プッシング』や、インプレッションズの素晴らしきデビュー作ほど強力ではない」と評している。

## 収録曲
全曲とも作詞・作曲はカーティス・メイフィールドによる。
1. ウーマンズ・ガット・ソウル "Woman's Got Soul" – 2:20
2. エモーションズ "Emotions" – 2:48
3. サムタイムズ・アイ・ワンダー "Sometimes I Wonder" – 2:58
4. ウィーアー・イン・ラヴ "We're in Love" – 2:28
5. ジャスト・アナザー・ダンス "Just Another Dance" – 2:51
6. キャント・ワーク・ノー・ロンガー "Can't Work No Longer" – 2:21
7. ピープル・ゲット・レディ "People Get Ready" – 2:40
8. アイヴ・ファウンド・ザット・アイヴ・ロスト "I've Found Out That I've Lost" – 2:51
9. ハード・トゥ・ビリーヴ "Hard to Believe" – 2:27
10. シー・ザ・リアル・ミー "See the Real Me" – 2:25
11. ゲット・アップ・アンド・ムーヴ "Get Up and Move" – 2:13
12. ユー・マスト・ビリーヴ・ミー "You Must Believe Me" – 2:30